# مقاطعة روش (كانساس)
مقاطعة روش (بالإنجليزية: Rush County)‏ هي إحدى المقاطعات في ولاية كانساس، الولايات المتحدة الأمريكية.